# 진나라 (춘추시대)
진(晉, 기원전 1042년 ~ 기원전 376년)은 주나라 무왕의 둘째 아들 당숙 우(唐叔虞)가 형인 성왕에게 삼감의 난이 평정된 이후 그 땅을 봉받아 세운 나라이다. 문공(文公) 때 전성기를 맞이하였으나, 문공 사후 경대부의 세력이 강해지고 결국 경공(頃公) 때 실정(失政)하여 권력이 경대부에게 넘어갔다. 마침내 정공(靜公) 때 경대부의 후예가 세운 삼진(三晉)에게 멸망 당했다.

## 역사

### 서주 시대
당숙 우가 봉건될 때에는 나라 이름을 '당'(唐)이라 했으나, 숙우의 아들인 진후 섭은 진후(晉侯)를 일컬었다. 이를 통해 진나라는 처음에 당에 봉해졌으나 진(晉)으로 천도했음을 짐작할 수 있다. 당과 진의 위치는 오랜 세월 논쟁거리였으나, 천마 곡촌 유적이 발굴되고 이곳에서 2대 진후인 섭보부터 10대 진후 상숙 혹은 11대 진후 문후의 묘지가 확인됨으로써 논쟁에 일단락을 지었다. 곧 섭보가 천도한 진(晉)은 이 천마 · 곡촌 유적지 부근이며, 이후 춘추 초기까지 이 지역이 진나라의 중심지로 자리잡았을 것으로 생각된다.

### 익과 곡옥의 내분
문후 사후 세자 백(伯, 소후)이 그 뒤를 이었으나 숙부 환숙의 강력한 세력을 두려워해 곡옥(曲沃) 땅에 환숙을 봉해 곡옥백(曲沃伯)이라 부르게 하였다. 그런데 곡옥은 수도 익(翼)보다 넓어 여전히 환숙이 더 강했다. 진 소후 사후 익과 곡옥은 치열한 세력 경쟁을 벌였으나, 곡옥의 세력이 익에 비해 강성하여 곡옥백이 여러 차례 익을 쳐 임금들을 죽이거나 쫓아냈다. 익의 백성들은 곡옥백을 임금으로 인정하지 않고 임금이 죽을때마다 새 임금을 세우고 곡옥백을 쫓아냈기 때문에 싸움은 길어졌으나, 결국 곡옥 무공이 진 문후 계통의 마지막 임금인 진후 민을 죽이면서 끝나고 다시 하나로 통합되었다.

### 진의 팽창
천마 · 곡촌 유적지에서 남동쪽으로 20 km 떨어진 횡북촌 유적에서는 붕백(倗伯)이 다스리는 붕읍(倗邑), 천마 · 곡촌 유적지에서 동쪽으로 18 km 떨어진 대하구 유적에서는 패백(覇伯)이 다스리는 패읍(覇邑)의 존재가 드러난다. 그런데 두 유적지 모두 춘추 초기 무렵을 끝으로 멸절되었으며, 이를 통해 춘추시대 초기 진나라의 확장정책에 따라 붕나라와 패나라가 진나라에 병탄된 것을 짐작할 수 있다.

### 삼진 분립
문공(文公) 때부터 실정(失政)하기 전까지 계속 천하의 패권을 놓고 초나라와 겨루었다. 또한 임금이 경들을 중용하여 나라를 다스리면서 점차 경들의 세력이 진나라에서 강해졌다.
경공(頃公) 때 실정(失政)하면서 진나라 공실은 나라를 다스릴 능력을 잃었고 권력이 경대부에게 넘어가 경대부의 세력이 임금보다 강해졌다.
경들의 세력 투쟁 과정에서 조씨(趙氏), 위씨(魏氏), 한씨(韓氏), 지씨(智氏), 범씨(范氏), 중행씨(中行氏)만이 남아 다시 투쟁하였다. 범씨와 중행씨가 반란을 일으키자 조씨, 위씨, 한씨, 지씨가 범씨와 중행씨를 진나라에서 축출하여 제나라로 몰아내고 그 땅을 각각 나눠 차지하였다. 경대부의 영지가 임금의 영지보다 더욱 넓어졌다.
열공(烈公) 때 경대부들이 자신들의 영지에서 각각 조(趙), 위(魏), 한(韓) 세나라를 세웠다. 이를 삼진(三晉)이라 한다. 삼진이 진나라에서 분립하자 전국시대가 시작되었다. 진나라는 영토를 그대로 깎여 영토가 신강(新降)과 곡옥(曲沃) 두 읍만으로 축소되었다.
정공(靜公) 때 결국 삼진에 의해 멸망당하고 정공은 순(純) 땅으로 폐출된다.

## 역대 군주
|                   | 시호            | 이름        | 재위 햇수 | 재위 기간                   | 세계 관계        |
| ----------------- | --------------- | ----------- | --------- | --------------------------- | ---------------- |
| 1                 |                 | 우 (虞)     |           | 기원전 1033년 ~ ?           | 서주 무왕의 아들 |
| 2                 |                 | 섭 (燮)     |           |                             | 당숙 우의 아들   |
| 3                 | 무후 (武侯)     | 녕족 (寧族) |           |                             | 진후 섭의 아들   |
| 4                 | 성후 (成侯)     | 복인 (服人) |           |                             | 무후의 아들      |
| 5                 | 여후 (厲侯)     | 복 (福)     |           | ? ~ 기원전 859년            | 성후의 아들      |
| 6                 | 정후 (靖侯)     | 의구 (宜臼) | 18년      | 기원전 858년 ~ 기원전 841년 | 여후의 아들      |
| 7                 | 희후 (僖侯)     | 사도 (司徒) | 18년      | 기원전 840년 ~ 기원전 823년 | 정후의 아들      |
| 8                 | 헌후 (獻侯)     | 적 (籍)     | 11년      | 기원전 822년 ~ 기원전 812년 | 희후의 아들      |
| 9                 | 목후 (穆侯)     | 비왕 (費王) | 27년      | 기원전 811년 ~ 기원전 785년 | 헌후의 아들      |
| 10                | 상숙 (殤叔)     |             | 4년       | 기원전 784년 ~ 기원전 781년 | 목후의 동생      |
| 11                | 문후 (文侯)     | 구 (仇)     | 35년      | 기원전 780년 ~ 기원전 746년 | 목후의 아들      |
| 12                | 소후 (昭侯)     | 백 (伯)     | 6년       | 기원전 745년 ~ 기원전 740년 | 문후의 아들      |
| 13                | 효후 (孝侯)     | 평 (平)     | 16년      | 기원전 739년 ~ 기원전 724년 | 소후의 아들      |
| 14                | 악후 (鄂侯)     | 극 (卻)     | 6년       | 기원전 723년 ~ 기원전 718년 | 효후의 아들      |
| 15                | 애후 (哀侯)     | 광 (光)     | 9년       | 기원전 717년 ~ 기원전 709년 | 악후의 아들      |
| 16                | 소자후 (小子侯) |             | 4년       | 기원전 708년 ~ 기원전 705년 | 애후의 아들      |
| 17                |                 | 민 (緡)     | 26년      | 기원전 704년 ~ 기원전 679년 | 애후의 동생      |
| 곡옥(曲沃)의 군주 |                 |             |           |                             |                  |
| 1                 | 환숙 (桓叔)     | 성사 (成師) | 14년      | 기원전 744년 ~ 기원전 731년 | 진 문후의 동생   |
| 2                 | 장백 (莊伯)     | 선 (鮮)     | 15년      | 기원전 730년 ~ 기원전 716년 | 환숙의 아들      |
| 3                 | 무공 (武公)     | 칭 (稱)     | 39년      | 기원전 715년 ~ 기원전 679년 | 장백의 아들      |
| 18                | 무공 (武公)     | 칭 (稱)     | 2년       | 기원전 678년 ~ 기원전 677년 | 곡옥 장백의 아들 |
| 19                | 헌공 (獻公)     | 궤제 (詭諸) | 26년      | 기원전 676년 ~ 기원전 651년 | 무공의 아들      |
| 20                |                 | 해제 (奚齊) | 1년       | 기원전 651년                | 헌공의 아들      |
| 21                |                 | 탁자 (卓子) | 1년       | 기원전 651년                | 헌공의 아들      |
| 22                | 혜공 (惠公)     | 이오 (夷吾) | 14년      | 기원전 650년 ~ 기원전 637년 | 헌공의 아들      |
| 23                | 회공 (懷公)     | 어 (圉)     | 1년       | 기원전 637년                | 혜공의 아들      |
| 24                | 문공 (文公)     | 중이 (重耳) | 9년       | 기원전 636년 ~ 기원전 628년 | 혜공의 형        |
| 25                | 양공 (襄公)     | 환 (歡)     | 7년       | 기원전 627년 ~ 기원전 621년 | 문공의 아들      |
| 26                | 영공 (靈公)     | 이고 (夷皐) | 14년      | 기원전 620년 ~ 기원전 607년 | 양공의 아들      |
| 27                | 성공 (成公)     | 흑둔 (黑臀) | 7년       | 기원전 606년 ~ 기원전 600년 | 양공의 동생      |
| 28                | 경공 (景公)     | 누 (獳)     | 19년      | 기원전 599년 ~ 기원전 581년 | 성공의 아들      |
| 29                | 여공 (厲公)     | 주포 (州蒲) | 8년       | 기원전 580년 ~ 기원전 573년 | 경공의 아들      |
| 30                | 도공 (悼公)     | 주 (周)     | 15년      | 기원전 572년 ~ 기원전 558년 | 여공의 당질      |
| 31                | 평공 (平公)     | 표 (彪)     | 26년      | 기원전 557년 ~ 기원전 532년 | 도공의 아들      |
| 32                | 소공 (昭公)     | 이 (夷)     | 6년       | 기원전 531년 ~ 기원전 526년 | 평공의 아들      |
| 33                | 경공 (頃公)     | 기질 (棄疾) | 14년      | 기원전 525년 ~ 기원전 512년 | 소공의 아들      |
| 34                | 정공 (定公)     | 오 (午)     | 37년      | 기원전 511년 ~ 기원전 475년 | 경공의 아들      |
| 35                | 출공 (出公)     | 착 (鑿)     | 23년      | 기원전 474년 ~ 기원전 452년 | 정공의 아들      |
| 36                | 애공 (哀公)     | 교 (驕)     | 18년      | 기원전 451년 ~ 기원전 434년 | 출공의 당형제    |
| 37                | 유공 (幽公)     | 류 (柳)     | 18년      | 기원전 433년 ~ 기원전 416년 | 애공의 아들      |
| 38                | 열공 (烈公)     | 지 (止)     | 27년      | 기원전 415년 ~ 기원전 389년 | 유공의 아들      |
| 39                | 효공 (孝公)     | 기 (頎)     | 20년      | 기원전 388년 ~ 기원전 357년 | 열공의 아들      |
| 40                | 정공 (靜公)     | 구주 (俱酒) | 8년       | 기원전 356년 ~ 기원전 349년 | 효공의 아들      |